# Nerax forbesi
Nerax forbesi là một loài ruồi trong họ Asilidae. Nerax forbesi được Curran miêu tả năm 1931. Loài này phân bố ở vùng Tân nhiệt đới.